# Powerpark

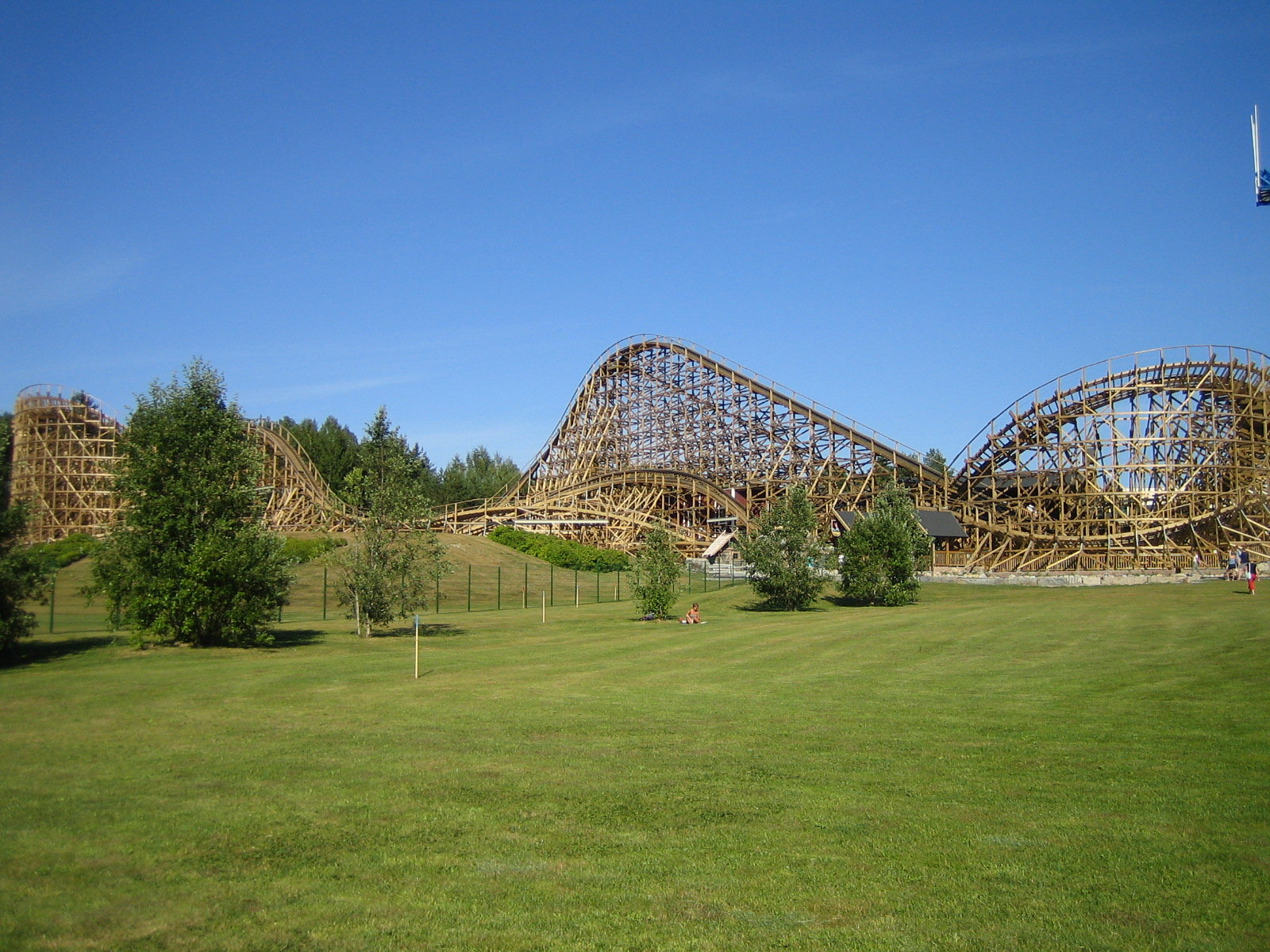
Berg-och-dalbanan Thunderbird på PowerPark

Powerpark är en anläggning bestående av nöjesfält och gokart i Alahärmä, Södra Österbotten i Finland. I parken finns ett fyrtiotal åkattraktioner, däribland 6 berg- och dalbanor, snacks och snabbmatskiosker samt restauranger, barer och glasskiosker.
Gokart-anläggningen består av såväl en utomhusbana som en bana inomhus, vilket möjliggör användning oberoende av väderlek. I övrigt består komplexet av bland annat ett hotell samt ett campingomrråde med stugby.

## Attraktioner

### Huvudattraktioner
| Namn            | Tillverkare            | Modell                   | Byggnadsår | Typ av attraktion            |
| --------------- | ---------------------- | ------------------------ | ---------- | ---------------------------- |
| Thunderbird     | GCI                    | Berg- och dalbana av trä | 2006       | Berg- och dalbana av trä     |
| Cobra           | Vekoma                 | Boomerang                | 2005       | Berg- och dalbana med loopar |
| Junker          | Gerstlauer             | Infinity Coaster         | 2015       | Berg- och dalbana med loopar |
| Joyride         | L&T Systems            | Coaster 47x21            | 2003       | Berg- och dalbana            |
| Neo's Twister   | Fabbri                 | Mpouse 40                | 2011       | Berg- och dalbana            |
| Piovra          | Soriani & Moser        | Polyp                    | 2004       | "Bläckfisk"                  |
| Pitts Special   | Gerstlauer             | Infinity Coaster Custom  | 2020       | Berg- och dalbana            |
| Typhoon         | Technical Park         | Typhoon                  | 2004       | Spektakulär                  |
| Booster         | Fabbri                 | Booster                  | 2003       | Spektakulär                  |
| Music Express   | Barbieri               | Musik Express            | 2002       |                              |
| Dragon Tower    | Moser Rides            | Mach Tower               | 2012       | Fritt fall                   |
| Giant Wheel     | Fabbri                 | Giant Wheel 34           | 2003       |                              |
| La Paloma       | Zierer                 | Vertical Swing           | 2005       |                              |
| Bumper Cars     | Gosetto / cars IE Park | Bumper Cars              | 2003       | Radiobilar                   |
| Fiesta Mexicana | Zamperla               | Vertical Swing           | 2007       |                              |
| Pegasus         | Technical Park         | Pegasus                  | 2008       | Spektakulär                  |
| Kwai River      | Interlink LG           | Log flume                | 2013       | Vattenattraktion             |
| Enterprise      | Huss                   | Enterprise               | 2019       |                              |

År 2007 inträffade en tragisk dödsolycka, då en arbetare i parken avled efter att ha träffats av Typhoon-attraktionen. Enligt uppgifter i media inträffade detta då hon hämtade en sko. Efter incidenten stängdes parken i förtid och såväl medarbetare som besökare fick hjälp med krisbearbetning.

### Familjeattraktioner
| Namn               | Tillverkare    | Modell                       | Byggnadsår | Typ av attraktion |
| ------------------ | -------------- | ---------------------------- | ---------- | ----------------- |
| Dino Safari Jeep   | Zamperla       |                              | 2002       |                   |
| Crazy House        | Barbieri       |                              | 2003       |                   |
| Time Machine       |                |                              | 2005       |                   |
| Galeon             | Zamperla       | Disk'O                       | 2007       |                   |
| Mine Train         | Zamperla       | Family Gravity Coaster 80STD | 2007       | Berg- och dalbana |
| Devil's Mine Hotel | Gosetto        | Dark Ride                    | 2007       |                   |
| Real Snacks Jetski | Zierer         | Jet Skis                     | 2013       |                   |
| Balloon Tower      | Technical Park | Balloon Tower                | 2008       |                   |

### Barnattraktioner
| Namn                | Tillverkare    | Modell                 | Byggnadsår | Typ av attraktion |
| ------------------- | -------------- | ---------------------- | ---------- | ----------------- |
| Jumping Star        | Zamperla       | Jumping Star           | 2002       |                   |
| Rio Grande Train    | Zamperla       | Rio Grande             | 2003       |                   |
| Wild Horse Carousel |                |                        | 2002       |                   |
| Mini Jets           | Zamperla       |                        | 2003       |                   |
| Mini Tea Cup        | Zamperla       | Teacup Ride            | 2002       |                   |
| Chain Carousel      | Sopark         | Wave Swinger           | 2002       |                   |
| Mill River          |                |                        | 2005       |                   |
| Chuck Wagon         | Zamperla       | Ferris Wheel           | 2005       |                   |
| Jump Around         | Zamperla       |                        | 2007       |                   |
| Pirate Ship         | Lappset        |                        | 2002       |                   |
| Captain Hook        | Zamperla       |                        | 2009       |                   |
| Lion King           | Technical Park | Flying Twist - Aladino | 2011       |                   |